# Културолошка асимилација
Културолошка асимилација или друштвена асимилација (термин асимилација често употребљава и у значењу акултурација) односи се на процесе који су усмерени ка утапању мањинских и других маргинализованих група у преовлађујући културни модел. Асимилација подразумева губљење великог степена аутономије док акултурација већи нагласак даје на прихватање културних вредности и модела понашања већинске групе. Ауторитарна друштва и један и други процес често спроводе насилно условљавајући опстанак мањинских група степеном њихове асимилације односно акултурације. Отпор асимилацији и акултурацији мањинске групе најчешће пружају организовањем карактеристичних национално обојених активности као што су учење школа на матерњем језику, фолклорне активности, верске обреде и слично.